# Гном Delta
Гном 9 Delta (также известен как Gnome type 9A, Gnome 100 л. с. или Гном-100) — французский 9-цилиндровый авиационный поршневой ротативный двигатель воздушного охлаждения. Разработан в конце 1912 года компанией Гном, серийный выпуск с 1913 года.

## Описание
В конце 1912 года Лоран Сеген создал 9-цилиндровый ротативный двигатель мощностью 100 л. с., получивший название Гном 9A или Гном Delta. Этот двигатель в 1913 году продавался за 22000 франков . Он потреблял 30 литров бензина и 9 литров масла в час. Утвержденный армией как Gnome type 9A в 1914 году, этот двигатель строили в больших количествах в первые годы войны, всего более 2000 единиц, а лицензии на его производство были проданы в Великобританию и Россию. Путем различных технических усовершенствований: увеличения скорости вращения, степени сжатия, использования специальных сплавов мощность была доведена в серийных образцах до 165 л. с. к окончанию Первой мировой войны.

## Применение
- Avro Type 500
- Caudron Type L
- Pemberton-Billing P.B.25
- Royal Aircraft Factory S.E.2
- Vickers No.7 Monoplane
- Vickers F.B.9 Gunbus

Гном 18A Delta-Delta — сдвоенный 18-цилиндровый ротативный двигатель на базе Гном Delta мощностью 200 л. с. (25,6 л) появился вскоре после Гном Monosoupape 9B, был предназначен для соревнований и, несмотря на мировой рекорд скорости на воде, побитый на аэроглиссере Полем Тиссандье (98,6 км/ч) на Сене 30 ноября 1913 года, не был утвержден для армии вплоть до версии Гном 18C Delta-Delta (28,3 л) в 1916 году, развивавшей 240 л. с. и использовавшейся на некоторых Morane-Saulnier, в очень небольшом количестве.